# Henri-Paul Nénot
Henri-Paul Nénot, né le 27 mai 1853 à Paris et mort le 13 décembre 1934 à Viriat près de Bourg-en-Bresse, est un architecte français.

## Biographie

### Jeunesse et études
Très tôt intéressé par l'architecture, Henri-Paul Nénot entre aux Beaux-Arts à quinze ans. Il y étudie jusqu'au déclenchement de la guerre de 1870. 

### Parcours professionnel
Engagé volontaire dans les Francs-Tireurs de la Presse, il s'y distingue par sa bravoure et gagne une médaille militaire,. Après une première formation dans un atelier d'architecture privé, Henri-Paul Nénot entre dans l'atelier de Charles-Auguste Questel à l'École nationale supérieure des beaux-arts puis dans celui de Jean-Louis Pascal son successeur à partir de 1872. Il commence rapidement à travailler dans des ateliers d'architectes en parallèle, notamment dans celui de Charles Garnier, qui le soutiendra au début de sa carrière. Cela ne l'empêche pas de remporter le grand prix de Rome en 1877 pour le sujet : Un athénée pour une grande capitale. Il réside à la villa Médicis à Rome du 28 janvier 1878 au 31 décembre 1881 après avoir remporté la 3e médaille au salon l'année précédente et avant la seconde médaille en 1883.

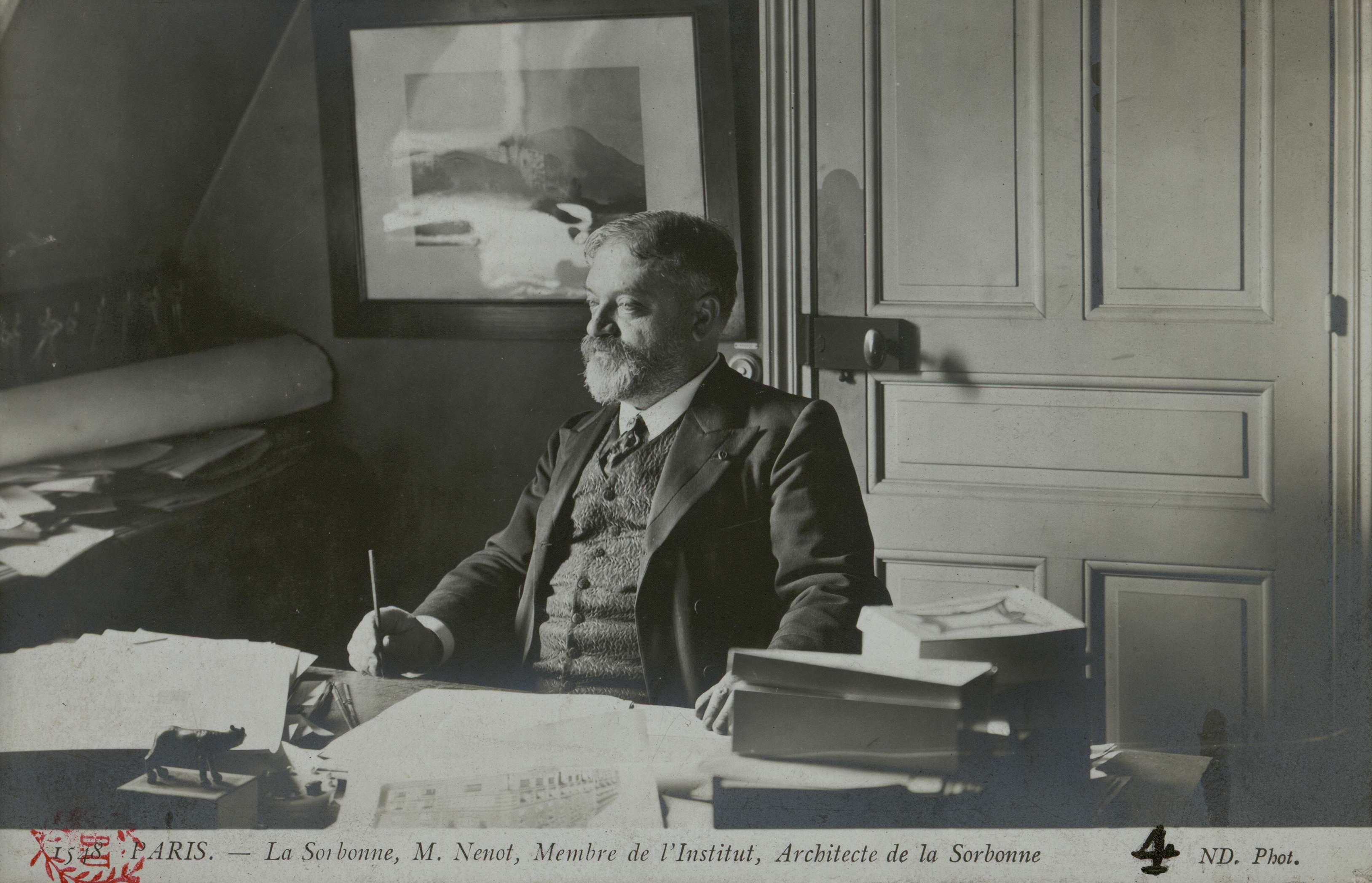
Carte postale d'Henri-Paul Nénot, membre de l'Institut, architecte de la Sorbonne (Bibliothèque interuniversitaire de la Sorbonne, NuBIS).

Il entame alors une carrière d'architecte officielle — architecte en chef des bâtiments civils et des palais nationaux —, répondant à de nombreuses commandes prestigieuses. Il est nommé architecte de la Sorbonne qui reste sa grande œuvre. Théobald Chartran l'a d'ailleurs représenté dans sa grande fresque de l'histoire des sciences dans le grand escalier de la Sorbonne. Nénot réalise aussi d'autres bâtiments universitaires à Paris, comme les bâtiments provisoires de l'Institut de la chimie et celui de la physiologie (1884), la faculté de sciences (1895) et la bibliothèque de l'École des chartes (1900). De 1886 à 1888, il réalise l'aménagement de la bibliothèque de Sciences Po au 25, rue Saint-Guillaume, dans l'hôtel d'Eaubonne. Il a réalisé par ailleurs un certain nombre de bâtiments privés, administratifs ou résidentiels.
En 1882, il est classé premier du concours pour l'édification du monument à Victor-Emmanuel II et à l'unité italienne à Rome mais, comme il n'est pas italien, il est éliminé et c'est finalement le projet de Giuseppe Sacconi qui est choisi,.
Il est élu en 1895 à l’Académie des beaux-arts, au 5e fauteuil de la section architecture.
En 1904, il est choisi par la Fondation Rothschild, Gaston Griolet, Henri Monod et Jules Siegfried pour mener à bien la construction d'un premier ensemble de bâtiments d'habitations destiné aux ouvriers, rue de Prague à Paris.
Il préside la Société des architectes français et la Société nationale des médaillés militaires et fut membre de la Société des artistes français, de la Société centrale des architectes et de l'Académie des Beaux-Arts.
Il est membre du jury des Grands Palais en 1896 et du jury d'admission à l'école d'architecture en 1900.
Il est choisi pour réaliser le palais de la Société des Nations à Genève, et est nommé directeur général des travaux et président du comité des architectes. Il meurt dans un accident de voiture avant la fin du chantier sur la route entre Genève et Paris, à Viriat, près de Bourg-en-Bresse. Il est inhumé à Gassin, dans le Var, où il a fait construire la villa Cap Myrte.

Portraits d'Henri-Paul Nénot
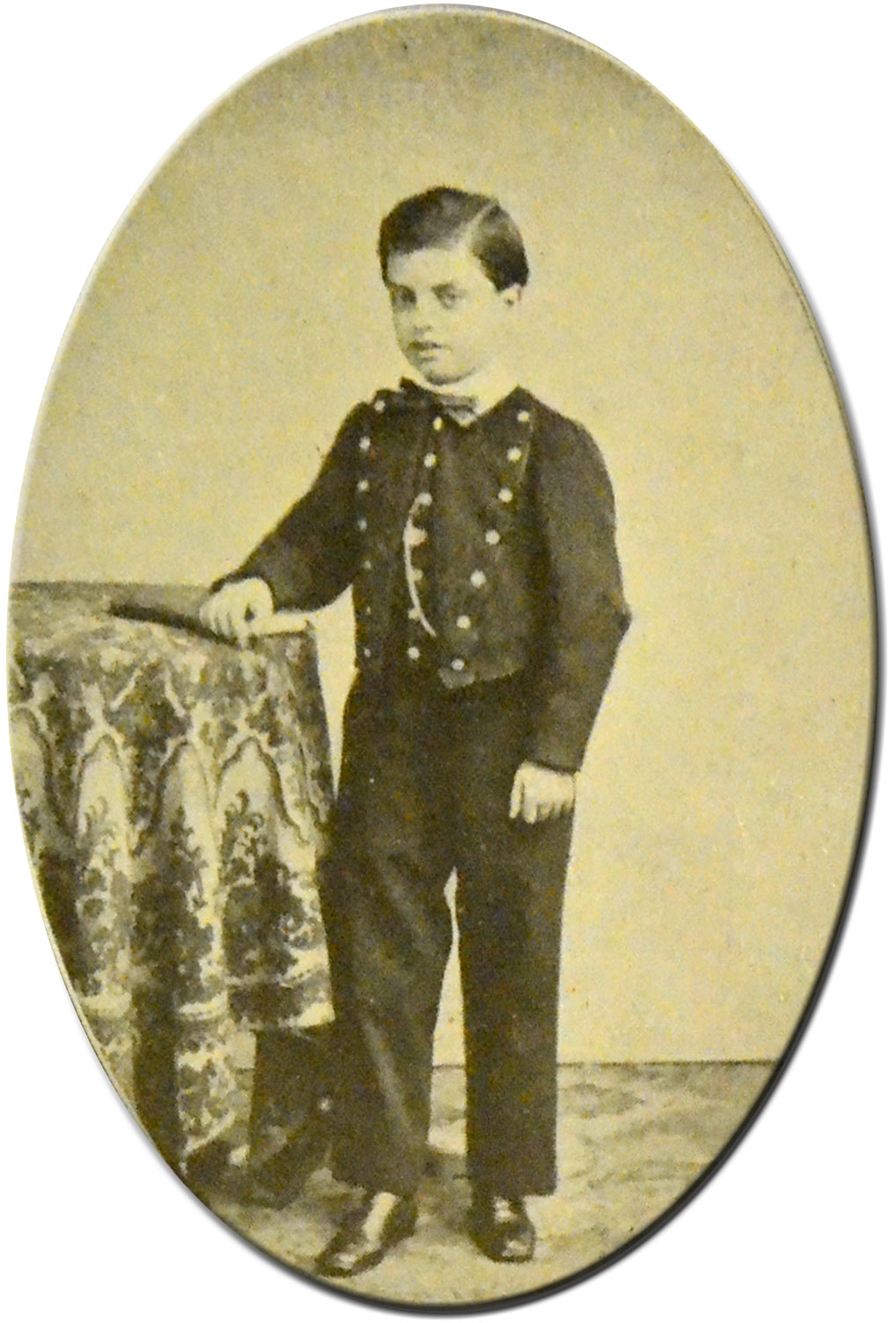
Vers 1862.
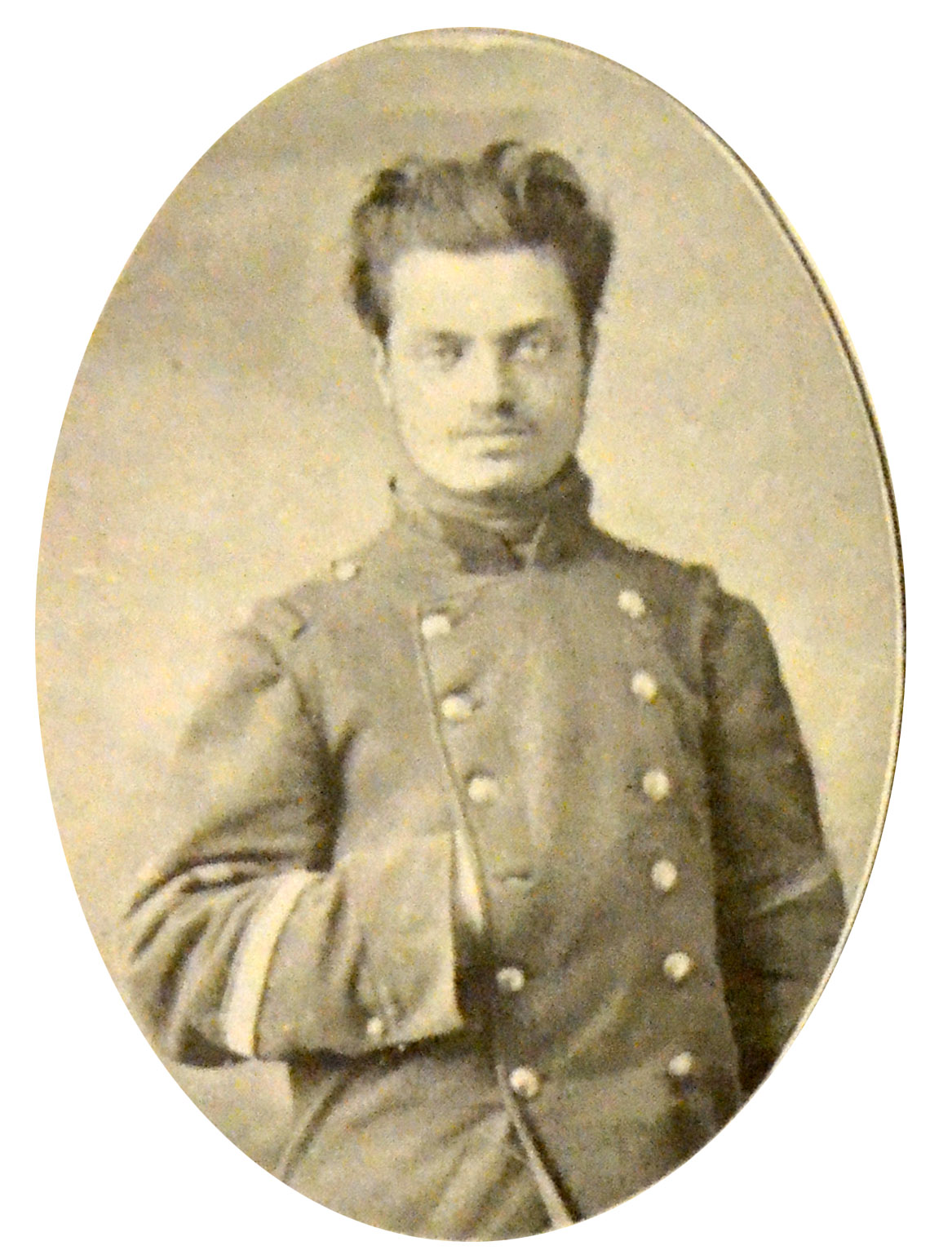
Vers 1870.
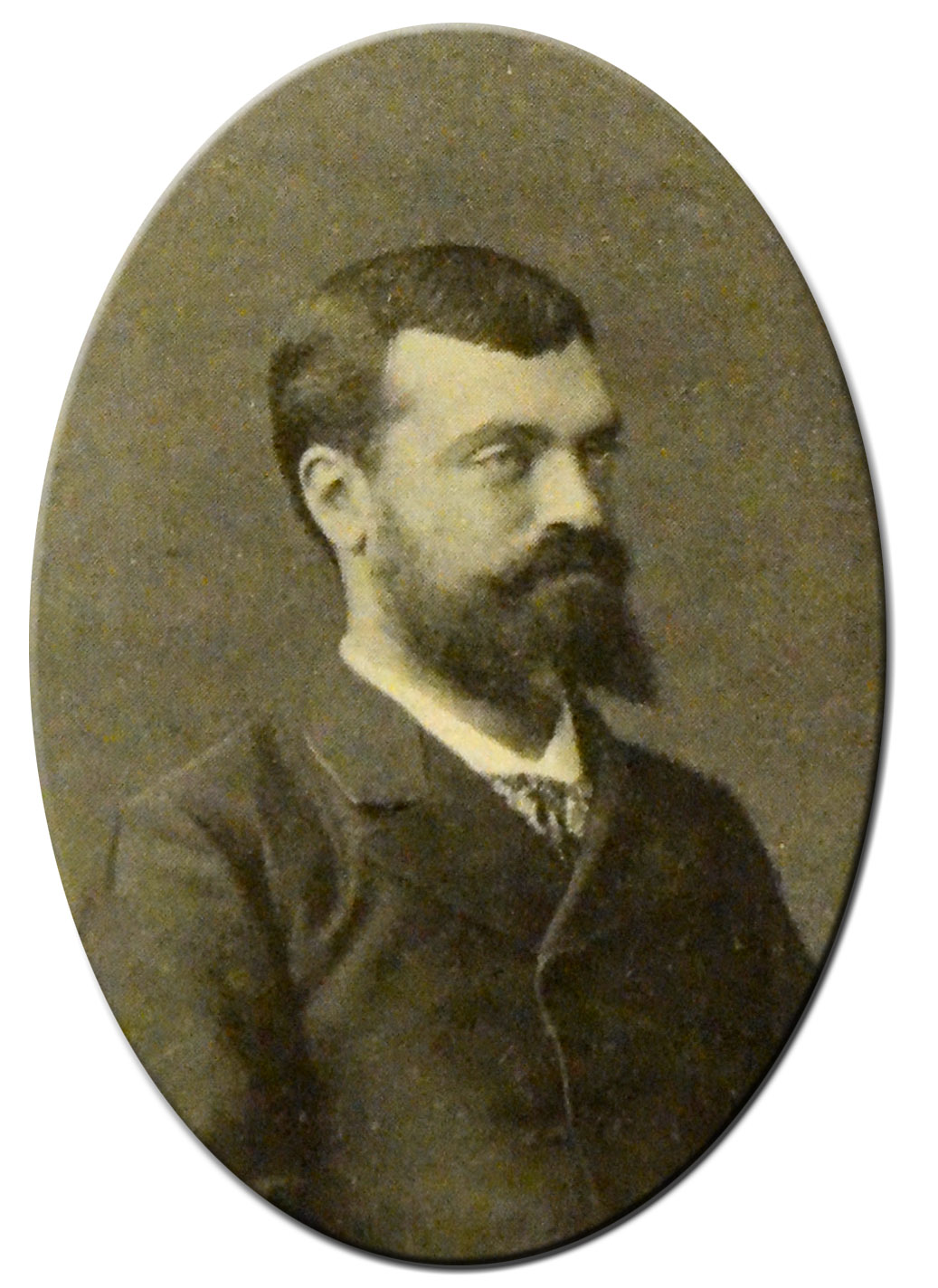
Vers 1882.
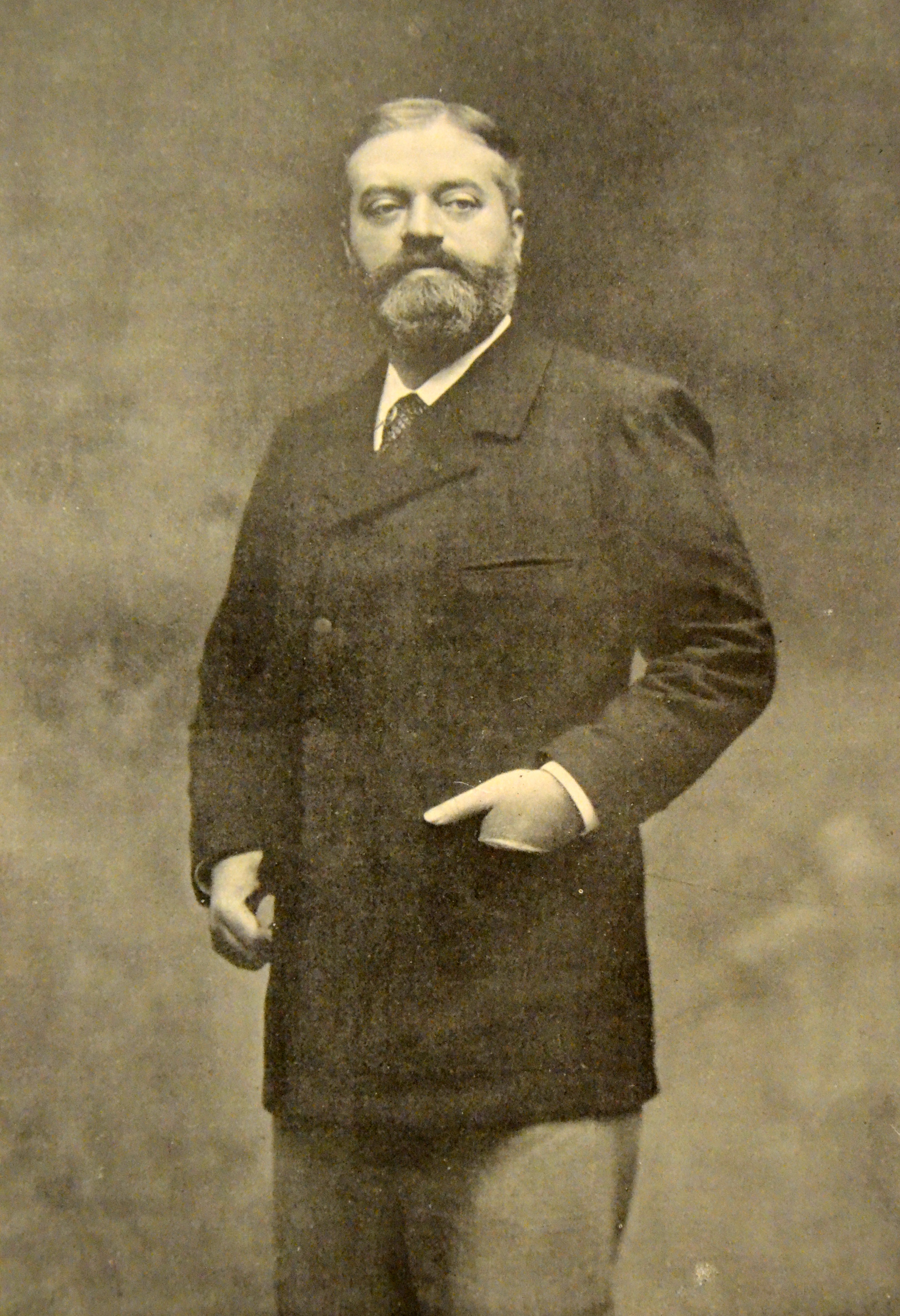
Vers 1900.

## Famille et vie privée

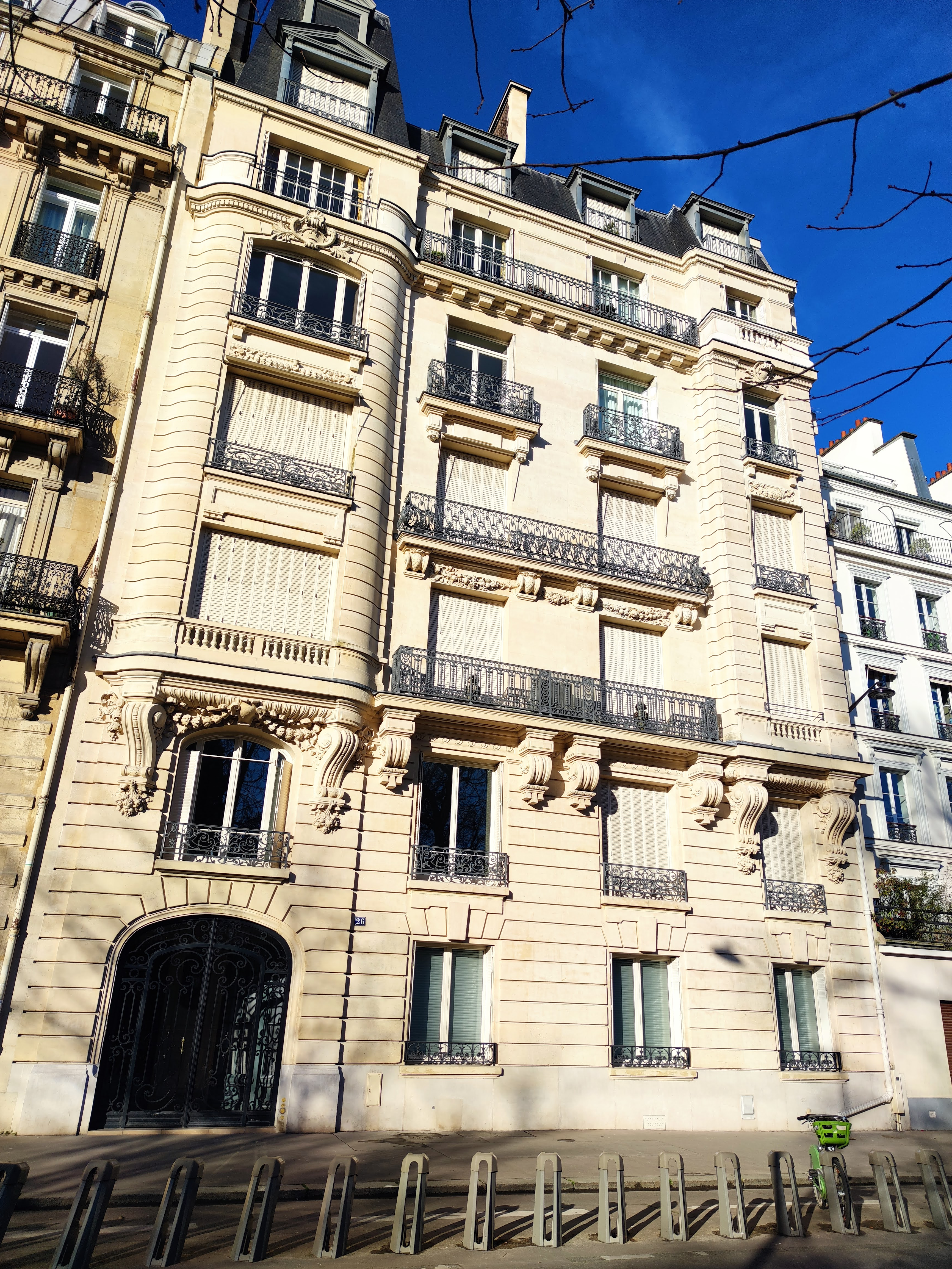
Domicile parisien.

Henri-Paul Nénot a eu quatre filles. Deux d'entre elles meurent au début des années 1910. Sa fille Geneviève, qui a épousé le sculpteur Paul Landowski, meurt en 1911. Sa fille cadette Madeleine meurt à 24 ans dans un accident de la route,.
Il est le grand-père de la peintre Nadine Landowski.
À son décès, son domicile parisien se situe 26, rue Guynemer, dans le 6e arrondissement.

## Principales réalisations

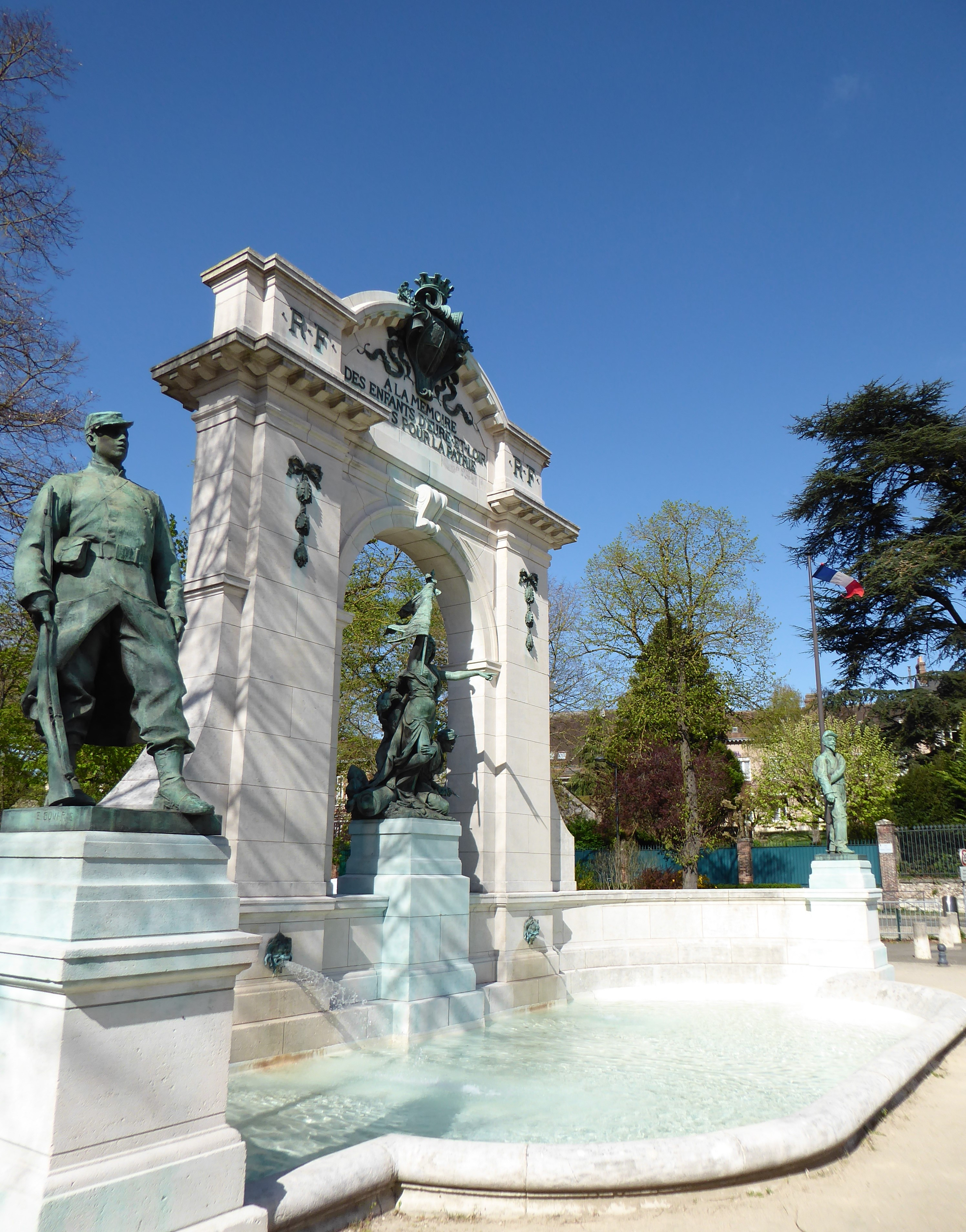
Monument aux morts, Chartres, Eure-et-Loir (1901).

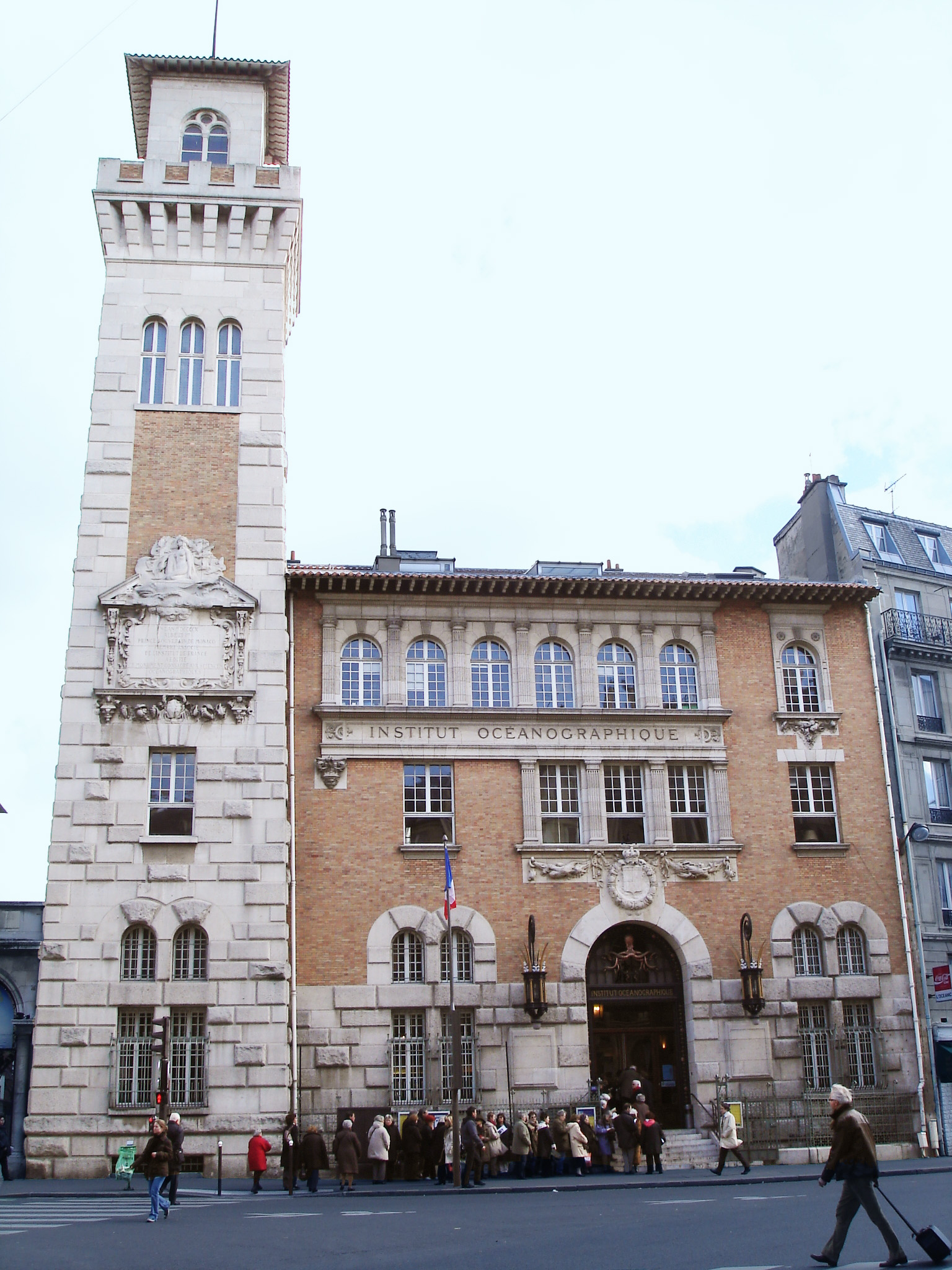
Institut océanographique de Paris (1911).

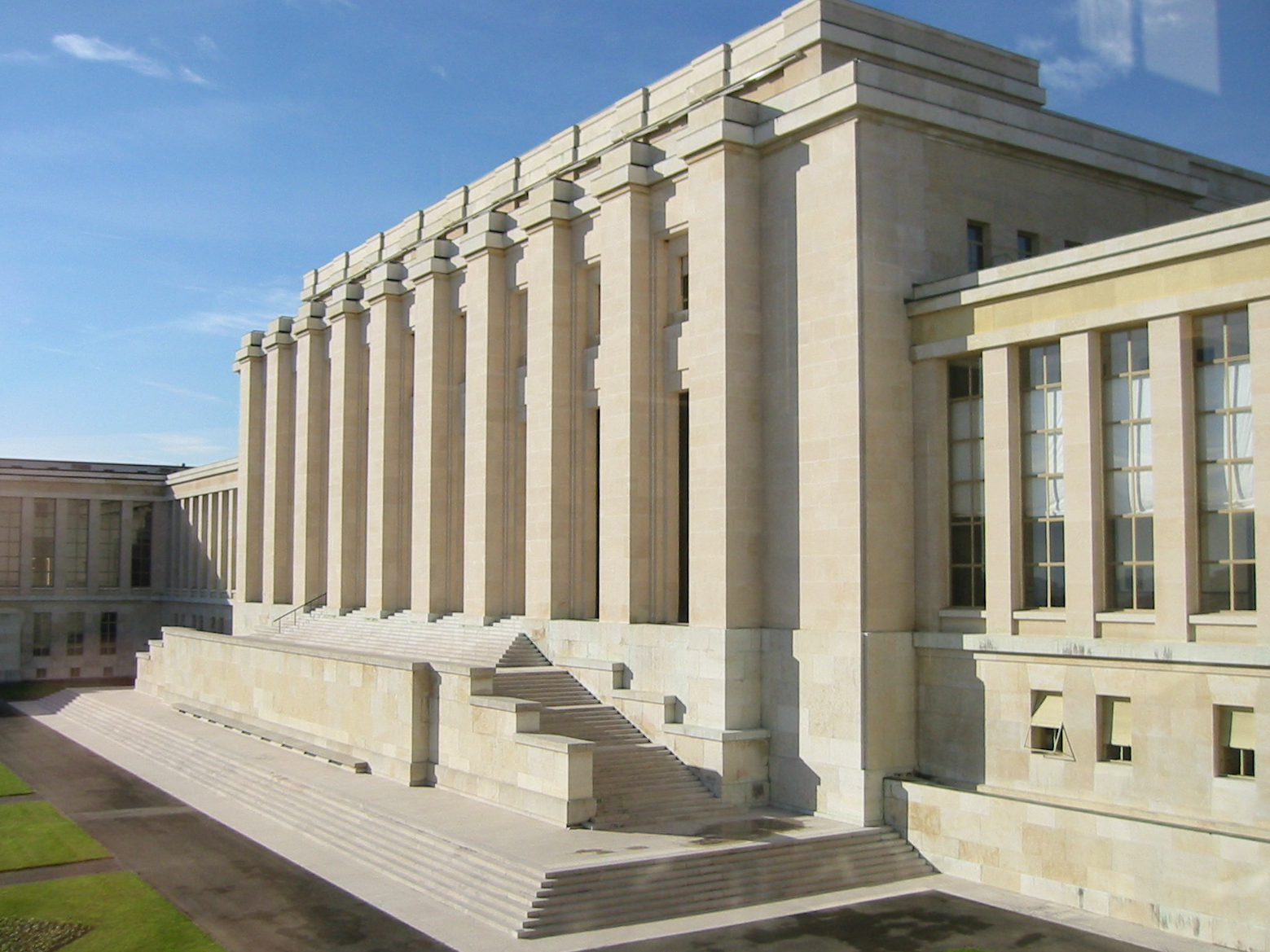
Palais des Nations à Genève (1937).

- 1875 : école normale d'Huy en Belgique en collaboration avec Oudiné.
- 1882-1901 : nouvelle Sorbonne dans le 5e arrondissement de Paris.
- 1887 : tombeau de Mlle Labiche au cimetière de Béville-le-Comte.
- 1888 : immeuble pour M. Quettier à Lorient.
- 1889 : Laboratoire de biologie végétale et d'écologie forestière de Fontainebleau.
- 1891 : immeuble pour MM. Labiche et Gréard, rue Guynemer dans le 6e arrondissement de Paris.
- 1893 : maison pour M. Richardot à Charenton-le-Pont.
- 1896 : Monument au commandant Rolland au cimetière du Bourget en Seine-Saint-Denis.
- 1900 : Monument à Victor Duruy, avenue Rey à Villeneuve-Saint-Georges (Val-de-Marne)[15].
- 1900 : hôtel Blumenthal-Montmorency[16], 34 avenue Foch dans le 16e arrondissement de Paris.
- 1901 : monument aux morts départemental de la guerre franco-allemande de 1870, Chartres, Eure-et-Loir.
- 1904, L'Aigle blessé monument commémoratif de la bataille de et à Waterloo.
- 1905 : siège de la Banque Louis-Dreyfus, 10-12 rue de la Banque dans le 2e arrondissement de Paris.
- 1907 : hôtel Meurice, 238 rue de Rivoli dans le 1er arrondissement de Paris.
- 1908 : hôtel de la Compagnie générale transatlantique, 6 rue Auber et 5 rue des Mathurins dans le 9e arrondissement de Paris (détruit lors des travaux du RER A)[17].
- 1909 : Monument à Octave Gréard, place Paul-Painlevé, square Samuel-Paty, dans le 5e arrondissement de Paris avec le sculpteur Jules-Clément Chaplain[18].
- 1910-1926 : Institut de chimie, actuelle École nationale supérieure de chimie de Paris dans le 5e arrondissement de Paris.
- 1911 : Institut océanographique de Paris, 195, rue Saint-Jacques dans le 5e arrondissement de Paris.
- 1911-1913 : Institut du Radium, actuel Institut Curie, rue d'Ulm dans le 5e arrondissement de Paris[19].
- 1914-1926 : Institut de géographie dans le 5e arrondissement de Paris.
- 1921 : siège de la compagnie Dreyfus, 410 Av. Alem Buenos Aires[20].
- 1922-1928 : place Carnegie de Fargniers, ayant bénéficié d'un financement de la Fondation Carnegie pour la paix internationale, actuelle commune de Tergnier (Aisne) en collaboration avec Paul Bigot (ensemble comprenant la mairie, un bureau de poste, un poste de police, une pompe, une halle, une salle d'assemblée, le foyer Carnegie, un établissement de bains, des écoles, des espaces verts et de jeux) (inscrit MH).
- 1925 : Monument aux morts de la guerre de 1914-1918 dans le cimetière de Gassin (Var).
- 1930 : immeuble Le Paladium, boulevard du Tsarévitch à Nice avec Edmond Labbé.
- 1931-1937 : palais de la Société des Nations à Genève en collaboration avec Julien Flegenheimer, Camille Lefèvre, Carlo Broggi et Jozsef Vago[21].

## Distinctions et décorations
Henri-Paul Nénot est titulaire de la médaille militaire au titre de la guerre de 1870.
Pour ses créations architecturales, il remporte plusieurs médaille au Salon. Il est lauréat d'une médaille d'or à l'exposition universelle de Paris de 1889 et le grand prix de l'exposition universelle de Paris de 1900.
Il est fait chevalier de la Légion d'honneur en 1885, officier en 1895, commandeur en 1901 et grand officier par décret du 12 août 1922, avec pour parrain Paul Dislère.